# Sight Unseen
Sight Unseen è una serie televisiva canadese-americana andato in onda in anteprima su CTV il 21 gennaio 2024.

## Trama
Tess Avery è un'ex detective della omicidi costretta a lasciare il lavoro dopo che le è stata diagnosticata la cecità clinica. Attraverso l'aiuto di un'app di assistenza visiva e della sua guida visiva Sunny, continua ad aiutare il dipartimento di polizia a risolvere i crimini. Cerca di rimanere il più indipendente possibile, mentre cerca di navigare nel mondo con la sua ipovisione.